# Walter Mella
Walter Mauricio Mella Caro (Santiago, Chile 13 de diciembre de 1967) es un exportero chileno. Es conocido por ser el arquero suplente por muchos años de Universidad de Chile.

## Trayectoria
Mella estudió en los colegios Gabriel Ocampo y en el Instituto Comercial Arturo Prat. En 1985 ingresó al club Universidad de Chile por intermedio del exjugador azul Luis Rodríguez. Formó parte del plantel que logró el campeonato de Segunda División de 1989 como arquero suplente, logrando debutar al año siguiente en el primer equipo azul.
Durante 1990 y 1991 compitió por la titularidad del arco azul contra Eduardo Fournier, inclusive siendo el arquero titular del conjunto laico en el primer Superclásico del futbol chileno por Torneos Oficiales en el Estadio Monumental. En 1992 pierde terreno en el conjunto azul con la llegada de Sergio Vargas, finalmente perdiendo la titularidad. En 1994 fue cedido a Provincial Osorno, donde también alternó la titularidad.
Luego de ser el tercer arquero azul en el Torneo de 1995, que significó el bicampeonato de la U, Mella recala en O'Higgins, descendiendo en 1996. Tras un 1997 inactivo, Mella ficha en 1998 por Deportes Linares, donde se retira el año 2000.
Actualmente es contador auditor, siendo dueño de una pequeña empresa dedicada a dicho rubro.

## Clubes
| Club                         | País  | Año       |
| ---------------------------- | ----- | --------- |
| Universidad de Chile         | Chile | 1985-1995 |
| → Provincial Osorno (cedido) | Chile | 1994      |
| O'Higgins                    | Chile | 1996      |
| Deportes Linares             | Chile | 1998-2000 |

## Palmarés

#### Torneos nacionales
| Título           | Equipo               | País  | Año  |
| ---------------- | -------------------- | ----- | ---- |
| Primera B        | Universidad de Chile | Chile | 1989 |
| Primera División | Universidad de Chile | Chile | 1995 |